# Парламент Ірландії
Парламент Ірландії (англ. Parliament of Ireland; ірл. Parlaimint na hÉireann) — колишній законодавчий орган Лордства Ірландія, а згодом Ірландського королівства, з 1297 по 1800 рік. Створений за зразком парламенту Англії і з 1537 року складався з двох палат: палати громад і палати лордів. Лорди були членами ірландського перства («тимчасові лорди») та єпископами («лорди духовні»; після Реформації єпископи церкви Ірландії). Палата громад обиралася прямим голосуванням, хоч і з обмеженим правом голосу. Парламенти засідали в різних місцях Ленстера та Манстера, але пізніше завжди в Дубліні: у Крайстчерчському соборі (XV століття), Дублінському замку (до 1649 року), Чічестер-хаус (1661—1727), в будівлі школи The King's Hospital (1729—1731), і, нарешті, у спеціально побудованому будинку парламенту в центрі Дубліна.
Головна мета парламенту — затвердження податків, які тоді стягувалися адміністрацією Дублінського замку. Основну частину податків сплачували духовенство, купці та землевласники. Згідно до закону Пойнінга 1495 року, всі закони парламенту повинні були попередньо затверджуватися таємною радою Ірландії та таємною радою Англії. Парламент підтримав реформацію у Ірландії і католики були виключені з парламенту каральними законами. Конституція 1782 року внесла зміни до закону Пойнінга, які дозволили парламенту Ірландії ініціювати законодавство. У 1793 році католики знову отримали право голосу у парламенті.
Акт про Унію Великої Британії та Ірландії 1800 року об'єднав Ірландське королівство та королівство Великої Британії у Сполучене Королівство Великої Британії та Ірландії. Парламент був об'єднаний з парламентом Великої Британії у парламент Сполученого Королівства, фактично був британським парламентом у Вестмінстерському палаці, який розширили за рахунок ірландських лордів та представників громад.